# Ракі (потік)
Ракі (пол. Raki) — гірський потік в Україні, у Самбірському районі Львівської області у Галичині. Лівий доплив Стрию, (басейн Дністра).

## Опис
Довжина потоку приблизно 2,61 км, найкоротша відстань між витоком і гирлом — 1,65  км, коефіцієнт звивистості потоку — 1,58 . Формується багатьма безіменними гірськими струмками. Потік тече у межах Стрийсько-Сянської Верховини (частина Українських Карпат).

## Розташування
Бере початок на північно-східних схилах гори Мадрач (786 м). Спочатку тече на південний схід, потім на північний схід через хвойний ліс і на західній стороні від села Ропавське впадає у річку Стрий, праву притоку Дністра.